# Зелёная Диброва (Черниговская область)
Зелёная Диброва (укр. Зелена Діброва; до 2025 года — Зелёная Роща) — посёлок в Новгород-Северском районе Черниговской области Украины. Население 4 человека. Занимает площадь 0,03 км².
Код КОАТУУ: 7424780503. Почтовый индекс: 15444. Телефонный код: +380 4659.

## Власть
Орган местного самоуправления — Александровский сельский совет. Почтовый адрес: 15444, Черниговская обл., Новгород-Северский р-н, с. Александровка, ул. Шевченко, 38.